# Omphale valida
Omphale valida är en stekelart som beskrevs av Christer Hansson 1997. Omphale valida ingår i släktet Omphale och familjen finglanssteklar. Inga underarter finns listade i Catalogue of Life.